# Thomas Pucher

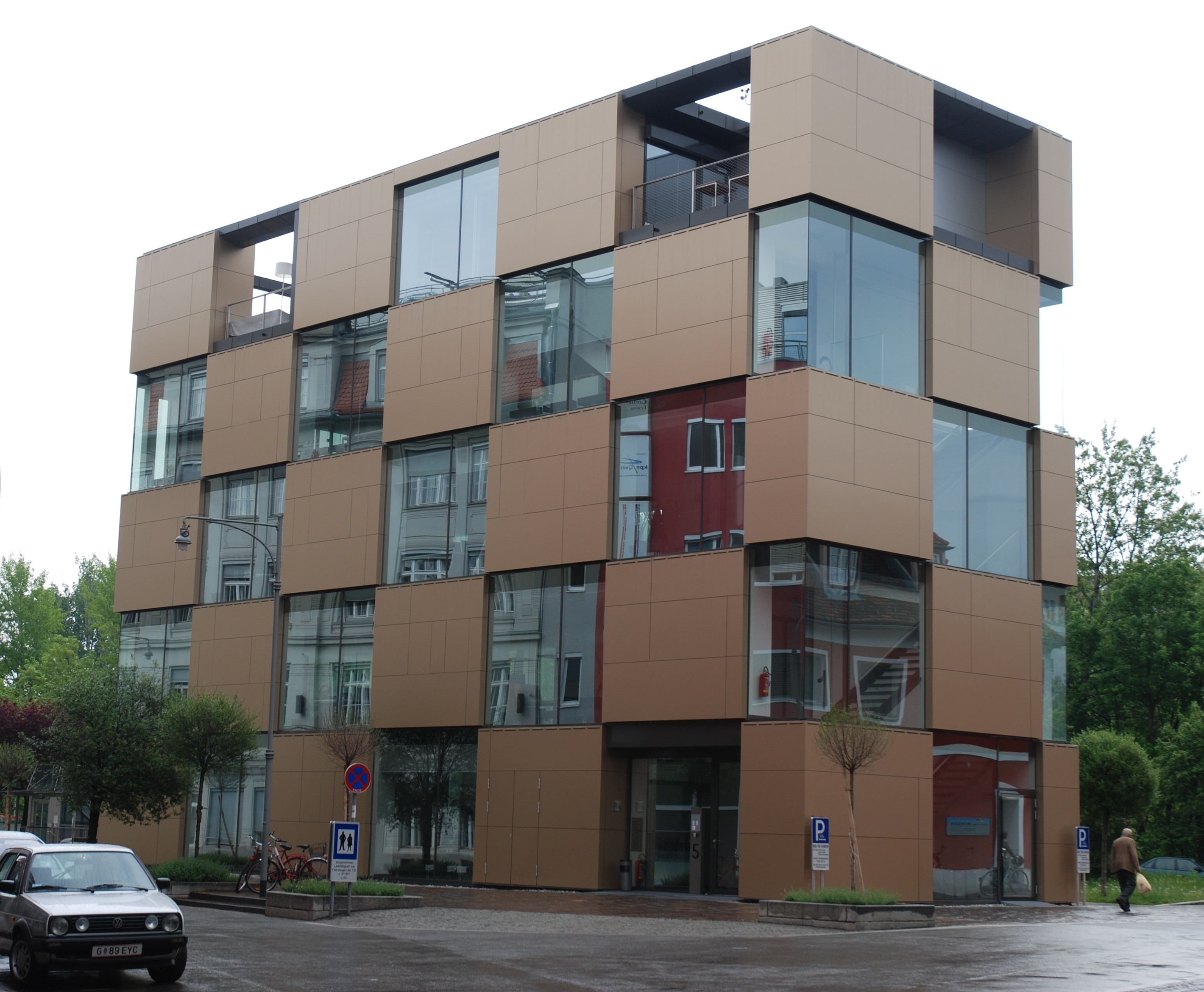
NIK Haus vid Nikolaiplatz i Graz.

Thomas Pucher, född 1969 i Leibnitz i Österrike, är en österrikisk arkitekt.
Thomas Pucher utbildade sig i arkitektur i Graz och grundade 2005 Ateliers Thomas Pucher i Graz. Han har bland annat vunnit arkitekturtävlingar för bostadsområdet North China Development i Tianjin i Kina och för ett nytt konserthus för Sinfonia Varsovia i Warszawa i Polen. Han har tillsammans med Alfred Bramberger fått det österrikiska Fischer von Erlach-priset 2010 för ett kontorshus för fastighetsföretaget NIK i Graz.